# Lerista kennedyensis
Lerista kennedyensis — вид сцинкоподібних ящірок родини сцинкових (Scincidae). Ендемік Австралії.

## Поширення і екологія
Lerista kennedyensis мешкають в горах Кеннеді-Рендж у Західній Австралії. Вони живуть на пустельних схилах, порослих спінніфексовими, акацієвими і банксієвими заростями.